# Saison 3 du Caméléon
Chronologie
Saison 2 Saison 4
Cet article présente le guide de la troisième saison de la série télévisée Le Caméléon.

## Liste des épisodes

### Épisode 1:Troubles mentaux
- États-Unis : 17 octobre 1998 sur NBC
- France : 
  - 3 mars 1999 sur Série Club
  - 11 septembre 1999 sur M6

- Richard Marcus (M. Raines)
- Paul Dillon (Angelo)
- Harve Presnell (M. Parker)
- James Denton (M. Lyle)
- Don McManus (Dr Blythe)
- Brad Henke (Jimbo)
- Dendrie Taylor (Mary Blake)
- Catherine Dent (Dr Gatz)

- Concierge dans un laboratoire du Centre
- Patient au nom inconnu à l'Institut Psychiatrique Pleasant Wood
- Officier de Police Raines
- Dr Hotchkins, Psychiatre

### Épisode 2:Le Cercle
- États-Unis : 24 octobre 1998 sur NBC
- France : 
  - 10 mars 1999 sur Série Club
  - 18 septembre 1999 sur M6

- Gary Farmer (Vincent LaPahie)
- Ryan Merriman (Jarod enfant)
- Paul Dillon (Angelo)
- Harve Presnell (M. Parker)
- James Denton (M. Lyle)
- Keene Curtis (M. Fenigor)
- Susan Gibney (Kim)

### Épisode 3:Les Larmes d'un père
- États-Unis : 1er novembre 1998 sur NBC
- France : 
  - 17 mars 1999 sur Série Club
  - 25 septembre 1999 sur M6

- Richard Marcus (M. Raines)
- Ryan Merriman (Jarod enfant)
- Paul Dillon (Angelo)
- Michael Des Barres (Douglas Willard)
- Jay Harrington (Dét. Warren)
- Anne-Marie Johnson (Lt. Alison Fawkes)

### Épisode 4:Une personne de confiance
- États-Unis : 31 octobre 1998 sur NBC
- France : 
  - 2 mars 1999 sur Série Club
  - 2 octobre 1999 sur M6

- Harve Presnell (M. Parker)
- James Denton (M. Lyle)
- Julia Campbell (Kristi Kincaid)
- Aaron Lustig (Tom Binner)
- Michael Reilly Burke (Harold Kincaid)
- Sam Ayers (Sam)
- Eric Pierpoint (en) (Shérif Randall Carver)

- Pyromane
- Architecte

### Épisode 5:Trahison
- États-Unis : 14 novembre 1998 sur NBC
- France : 
  - 4 avril 1999 sur Série Club
  - 9 octobre 1999 sur M6

- Ryan Merriman (Jarod enfant)
- James Denton (M. Lyle)
- John Billingsley (Kenny)
- Sam Ayers (Sam)
- Kelsey Mulrooney (Debbie Broots)
- Neil Maffin (Damon)
- Stan Abe (Norman)

### Épisode 6:La Promesse
- États-Unis : 21 novembre 1998 sur NBC
- France : 
  - 11 avril 1999 sur Série Club
  - 16 octobre 1999 sur M6

- Tom Towles (Jack Brevin)
- Diana Maria Riva (Lupe Harmon)
- Channon Roe (Pat Rush)
- Steve Vinovich (George Stamatis)
- Boti Ann Bliss (Sandi)
- Darren Kennedy (Nicholas Stamatis)
- Leigh Taylor-Young (Michelle Lucca Stamatis)

### Épisode 7:Sauvez mes enfants!
- États-Unis : 12 décembre 1998 sur NBC
- France : 
  - 18 avril 1999 sur Série Club
  - 23 octobre 1999 sur M6

- Travis Tedford (Ryan Blake)
- Wade Andrew Williams (Desmond Blake)
- Melora Hardin (Wendy)
- Inday Ba (Emma)
- Meghan Murphy (Rebecca Blake)

### Épisode 8:Vengeance
- États-Unis : 2 janvier 1999 sur NBC
- France : 
  - 25 avril 1999 sur Série Club
  - 30 octobre 1999 sur M6

- Leigh Taylor-Young (Michelle Stamatis)
- James Denton (M. Lyle)
- Joe Unger (Eldridge Hailey)
- Jud Taylor (Lt. Jenkins)
- Kirsten Nelson (Agent Beth Swik)
- Darren Kennedy (Nicholas Stamatis)
- Dakota Leopardi (Seth)

### Épisode 9:Meurtre parfait
- États-Unis : 9 janvier 1999 sur NBC
- France : 
  - 2 mai 1999 sur Série Club
  - 6 novembre 1999 sur M6

- Pamela Gidley (Brigitte)
- James Denton (M. Lyle)
- Mario Schugel (Grady)
- Tamara Braun (Claire Dunning)
- Grand L. Bush (Dét. Rusk)
- Marguerite MacIntyre (Deborah Clark)

### Épisode 10:M.Lee
- États-Unis : 6 février 1999 sur NBC
- France : 
  - 9 mai 1999 sur Série Club
  - 13 novembre 1999 sur M6

- James Hong (M. Lee)
- Natalija Nogulich (Susan Granger)
- Pamela Gidley (Brigitte)
- James Denton (M. Lyle)
- Jeffrey Donovan (Kyle)
- Paul Eiding (Bernie Baxley)
- Mia Korf (Anna)
- Richard Tanner (Francis)
- James Sutorius (Dr Christopher Fein)
- Sam Ayers (Sam)
- Willie Gault (Willie)
- Jesse Head (J.R. Miller)
- Jennifer Tighe (Rachel Newton)

### Épisode 11:L'Assassin
- États-Unis : 6 février 1999 sur NBC
- France : 
  - 16 mai 1999 sur Série Club
  - 20 novembre 1999 sur M6

- Patrick Kilpatrick (Oscar)
- Pamela Gidley (Brigitte)
- James Denton (M. Lyle)
- Jessica Steen (Rachel)
- Michael Bryan French (Alex E. Renfro)
- Jason Brooks (Thomas Gates)

### Épisode 12:La Clé du passé
- États-Unis : 13 février 1999 sur NBC
- France : 
  - 16 mai 1999 sur Série Club
  - 27 novembre 1999 sur M6

- Kenneth Mars (Benny)
- Leland Orser (Argyle)
- Lou Casal (Sonny Faddis)
- Jason Brooks (Thomas Gates)

### Épisode 13:Affaires de famille
- États-Unis : 20 février 1999 sur NBC
- France : 
  - 30 mai 1999 sur Série Club
  - 4 décembre 1999 sur M6

- Harve Presnell (M. Parker)
- Pamela Gidley (Brigitte)
- James Denton (M. Lyle)
- Jennifer Garner (Billie Vaughn-Dupree)
- John Cothran Jr. (Earl Dupree)
- Tim DeKay (Eddie Fontenot)
- Jason Brooks (Thomas Gates)

Identité de Jarod : Jarod Pepper, joueur de billard

### Épisode 14:À l'heure de notre mort
- États-Unis : 27 février 1999 sur NBC
- France : 
  - 6 juin 1999 sur Série Club
  - 11 décembre 1999 sur M6

- Richard Marcus (M. Raines)
- Ryan Merriman (Jarod enfant)
- Paul Dillon (Angelo)
- Harve Presnell (M. Parker)
- Jake Lloyd (Angelo enfant)
- Bert Remsen (Père Moore)
- Ashley Peldon (Mlle Parker enfant)
- Caitlin Wachs (Faith)

### Épisode 15:Compte à rebours
- États-Unis : 20 mars 1999 sur NBC
- France : 
  - 13 juin 1999 sur Série Club
  - 18 décembre 1999 sur M6

- Erik Gustavson (Ted Wells)
- James Denton (M. Lyle)
- Murphy Dunne (Rév. Jack Collins)
- Scott William Winters (Ray)
- Robia LaMorte (Cindy Wells)
- Bobby Edner (Ryan Wells)
- Jenny Gago (Anita Esparza)
- William Shockley (Luthor Ecksley)

### Épisode 16:Les Puissances au pouvoir
- États-Unis : 3 avril 1999 sur NBC
- France : 
  - 20 juin 1999 sur Série Club
  - 8 janvier 2000 sur M6

- Bryan Cranston (Neil Roberts)
- Danielle Weeks (Patricia Marie Lorenz)
- Jason Brooks (Thomas Gates)
- Peter Asle Holden (Pavlov)
- Lindsey Ginter (Dr Willard Spence)
- Aisha Tyler (Angela Somerset)

### Épisode 17:Les Liens du cœur
- États-Unis : 10 avril 1999 sur NBC
- France : 
  - 27 juin 1999 sur Série Club
  - 15 janvier 2000 sur M6

- Richard Marcus (M. Raines)
- Pamela Gidley (Brigitte)
- Alex Carter (Craig Winston)
- Jason Brooks (Thomas Gates)
- Darlene Kardon (Rita Hartunia)
- Jim Abele (Peter Hale)
- Jameson Baltes (Dylan Hale)
- J. Patrick McCormack (Edgar Hoyt)

### Épisode 18:Pièces manquantes
- États-Unis : 1er mai 1999 sur NBC
- France : 
  - 4 juillet 1999 sur Série Club
  - 22 janvier 2000 sur M6

- Richard Marcus (M. Raines)
- Harve Presnell (M. Parker)
- Pamela Gidley (Brigitte)
- James Denton (M. Lyle)
- Jason Brooks (Thomas Gates)
- Brent Roam (Wade)
- William Parry (Dét. Miller)

### Épisode 19:Échec...
- États-Unis : 8 mai 1999 sur NBC
- France : 
  - 14 juillet 1999 sur Série Club
  - 29 janvier 2000 sur M6

- Richard Marcus (M. Raines)
- Cliff De Young (Ronald Dain)
- Robert Davi (Agent Bailey Malone)
- Ally Walker (Dr Samantha Waters)
- Harve Presnell (M. Parker)
- Pamela Gidley (Brigitte)
- Zack Ward (Theodore Reed/Joshua)
- Elizabeth Morehead (Nora Banks)
- Richard Grove (Bryce Banks)
- Andrew Lukich (Michael Taylor)

- Inspecteur aux affaires internes
- Jarod Doyle, inspecteur à la police d'Atlanta

### Épisode 20:Projet Alpha
- États-Unis : 22 mai 1999 sur NBC
- France : 
  - 14 juillet 1999 sur Série Club
  - 5 février 2000 sur M6

- Richard Marcus (M. Raines)
- Paul Dillon (Angelo)
- Harve Presnell (M. Parker)
- Pamela Gidley (Brigitte)
- James Denton (M. Lyle)
- Rockmond Dunbar (Joe Taylor)
- Greg Serano (Manuel)
- Jessica Cushman (Beth Wright)
- James Whitmore Jr. (Osborne)

### Épisode 21:Donotérase, première partie
- États-Unis : 22 mai 1999 sur NBC
- France : 
  - 25 juillet 1999 sur Série Club
  - 12 février 2000 sur M6

- Richard Marcus (M. Raines)
- Ryan Merriman (Jarod enfant)
- Harve Presnell (M. Parker)
- Pamela Gidley (Brigitte)
- James Denton (M. Lyle)
- George Lazenby (Major Charles)
- Ashley Peldon (Mlle Parker enfant)
- Jack Kehler (Cooper)
- Tricia O'Kelley (Carrie)
- Sam Ayers (Sam)

### Épisode 22:Donotérase, deuxième partie
- États-Unis : 22 mai 1999 sur NBC
- France : 
  - 1er août 1999 sur Série Club
  - 19 février 2000 sur M6

- Richard Marcus (M. Raines)
- Ryan Merriman (Jarod enfant)
- Harve Presnell (M. Parker)
- Pamela Gidley (Brigitte)
- James Denton (M. Lyle)
- George Lazenby (Major Charles)
- Ashley Peldon (Mlle Parker enfant)
- Jack Kehler (Cooper)
- Tricia O'Kelley (Carrie)
- Sam Ayers (Sam)
- Willie Gault (Willie)
- Jonathan Osser (Jarod enfant)